# Tonto Village
Tonto Village es un lugar designado por el censo ubicado en el condado de Gila en el estado estadounidense de Arizona. En el Censo de 2010 tenía una población de 256 habitantes y una densidad poblacional de 295,93 personas por km².

## Geografía
Tonto Village se encuentra ubicado en las coordenadas 34°19′11″N 111°8′22″O / 34.31972, -111.13944. Según la Oficina del Censo de los Estados Unidos, Tonto Village tiene una superficie total de 0.87 km², de la cual 0.87 km² corresponden a tierra firme y (0%) 0 km² es agua.

## Demografía
Según el censo de 2010, había 256 personas residiendo en Tonto Village. La densidad de población era de 295,93 hab./km². De los 256 habitantes, Tonto Village estaba compuesto por el 91.8% blancos, el 0.39% eran afroamericanos, el 1.56% eran amerindios, el 0% eran asiáticos, el 0.39% eran isleños del Pacífico, el 4.3% eran de otras razas y el 1.56% pertenecían a dos o más razas. Del total de la población el 8.98% eran hispanos o latinos de cualquier raza.